# Prozessqualität
Prozessqualität ist die Qualität der Herstellungsprozesse für ein Produkt, also den Prozess an und für sich, das „Wie“ eines Prozesses (im Gegensatz zur Produktqualität). Prozessqualität betrifft auch Entwicklungs-, Produktionsplanungs-, Management-, Verwaltungs-, Beschaffungs-Prozesse. Prozesse sollen „beherrscht“ sein, also in immer gleich guter Qualität und ohne Störungen ablaufen, und die Ergebnisse den jeweils gestellten (Kunden-)Forderungen entsprechen. Als Kennzahl dient die Erstausbeute (abgekürzt FPY von englisch first pass yield), also der Anteil der Produkte, die bereits im ersten Prozessdurchlauf fehlerfrei sind und keine Nacharbeit erfordern – und damit keine Fehlerkosten verursachen.

## Prozessqualität im Gesundheitswesen
Bei der Qualitätsbeurteilung im Gesundheitswesen wird in Anlehnung an das Qualitätsmodell nach Donabedian auch von Prozessqualität gesprochen. In diesem Modell wird zusätzlich noch zwischen Strukturqualität und Ergebnisqualität unterschieden.